# Gheorghe Sîrghie

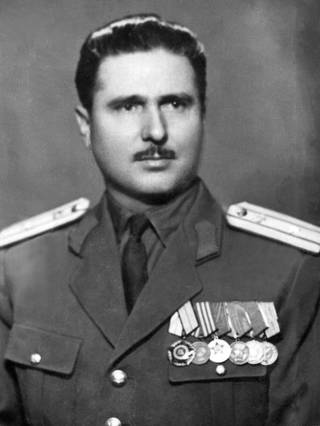
Maior Sirghie Gheorghe 1959.

Gheorghe Sîrghie (n. 4 aprilie 1915, Avrig, județul Sibiu — d. 7 februarie 2001) a fost un compozitor și dirijor român.

## Biografie
S-a născut în familia lui Condrat și Elena Sîrghie, într-o familie cu zece copii. Atras de sunetul muzicii s-a hotărât singur să-și facă studiile în această direcție.
Primele cunoștințe muzicale le primește în școala primară din Avrig sub îndrumarea profesorului Ilarion Cocișu, iar la Sibiu sub îndrumarea profesorilor Timotei Popovici și Nicolae Oancea. În acest timp el devine un bun cunoscător al corului, suplinindu-i de multe ori pe profesorii săi la "Corul Reuniunii Meseriașilor" și "Corul Catedralei Mitropoliei" din Sibiu. În același timp își începe studiile elementare de vioara, iar mai târziu cântă la piculină și clarinet în fanfara școlii normale din Sibiu, condusă de profesorul Dumitru Eremia.
Sub îndrumarea acestui profesor, fiind lipsit de mijloace materiale, la vârsta de 19 ani, Gheorghe Sîrghie intră ca voluntar în muzica Regimentului 4 Roșiori" din București. Activând ca muzicant militar, urmează în paralel Academia de Muzică și Artă Dramatică din București, unde studiază teoria muzicii cu maestrul Ion Chirescu, iar armonia, contrapunctul, orchestrația și compoziția, cu maestrul Paul Constantinescu. În aceeași academie, studiază și clarinetul cu profesorul Ungureanu. În timpul celui de-al doilea război mondial și-a întrerupt studiile de câteva ori dar în anul 1945 își trece examenul de absolvență la aceeași academie. Este un excelent organizator al echipelor artistice, conduce coruri, formațiuni de orchestre și fanfare.
În anul 1945 înființează la Fabrica de bere Rahova din București o fanfară muncitorească și un cor mixt în cadrul sindicatului alimentar cu care obține rezultate deosebit de apreciate concomitent cu urmarea carierei ca muzicant militar reangajat.
În anul 1948 ia parte la concursul pentru examenul de șef de muzică militară reușind și obținând gradul de sublocotenent dirijor militar. Este numit dirijor al Muzicii Reprezentative a Armatei, unde desfășoară o vie activitate ca dirijor și organizator, contribuind la îmbunătățirea calității ansamblului și la ridicarea nivelului profesional al instrumentiștilor. În același timp promovează neobosit creația muzicii de fanfară. Atras de operele înaintașilor săi  în domeniul fanfarei, compune și orchestrează mai multe piese pentru fanfară contribuind astfel la îmbogățirea  repertoriului de fanfară. A reorchestrat și aranjat circa 100 de piese mici ca: jocuri, cântece, hore, sârbe, etc., constituind un album scris de mână pe care l-a folosit ani de zile Muzica Reprezentativă a Armatei. A orchestrat de asemeni: marșuri, suite și rapsodii pentru fanfară.
În domeniul creației a fost solicitat la cel de-al IV-lea Festival Mondial al Tineretului, ținut la București, pentru a compune muzica pentru demonstrațiile sportive de masă. De asemeni, în anii 1955 și a 1956 a creat muzica sportivă cu ocazia serbărilor de sfârșit de an școlar ale Ministerului Învățământului și cu ocazia Spartachiadei Militare de vară.
Pentru merite deosebite în muncă a fost distins de două ori cu Medalia Muncii.
Iată mai jos o fișă detaliată a studiilor, a cariei militare urmate precum și a întreagii activități artistice:

## Studii
- 6 clase primare; Școala normală (1932);
- Conservatorul de Muzică din București (1945);
- Curs de calificare ofițeri de muzică (1956).

## Cariera militară
- militar în termen (12.04.1935; O.Z. 95/12.04.1935);
- sergent muzici militare [stagiar] (14.04.1938 - 01.04.1939);
- sergent major (01.04.1939 - 27.06.1944);
- plutonier (27.06.1944 - 08.10.1947);
- plutonier major (08.10.1947 - 30.12.1948);
- sublocotenent (30.12.1948 - 30.12.1949);
- locotenent (30.12.1949 - 29.04.1952);
- locotenent major (29.04.1952 - 09.05.1955);
- căpitan (09.05.1955 - 09.07.1959);
- maior (09.07.1959 - 30.12.1964);
- locotenent colonel (30.12.1964 - 25.02.1972).

Trecut în rezervă la data de 25.02.1972.
A activat ca militar în termen la Regimentul 4 Roșiori (12.04.1935.-.14.04.1938); instrumentist la Regimetul Pionieri Gardă (14.04.1938 - 04.11.1947), la Regimetul 2 Infanterie Marină (04.11.1947 - 09.12.1947) și la Grupul 2 Special Moto (09.12.1947 - 04.03.1948).
La Institutul Muzical Militar (Școala Militară de Muzică de mai târziu) a activat ca ajutor șef de birou (04.03.1948 - 30.12.1948), profesor pregătire fanfară (15.08.1956 - 29.06.1957), șef ciclu muzical și profesor de dirijat (18.09.1959 - 17.09.1960), lector șef pregătire fanfară (09.12.1964 - 18.08.1967), șef ciclu și profesor de dirijat (18.08.1967 - 01.11.1969), șef catedră muzică și profesor de dirijat la secția învâtâmânt (01.11.1969 - 01.09.1971), șef de catedră la catedra de muzică (01.09.1971).
A fost șef de muzică la Brigada 9 Tancuri (25.07.1949 - 09.06.1950); dirijor militar la Regimentul 1 Artilerie Motorizată (09.06.1950 - 09.05.1952), la Regimentul 48 Transilvania (27.01.1964 - 13.05.1964), la Regimentul 30 Gardă (13.05.1964 - 09.12.1964); la Academia Militară (17.09.1960 - 27.01.1964); ajutor dirijor militar la Muzica Reprezentativă a Armatei (09.05.1952 - 02.07.1952; 29.06.1957 - 18.09.1959).
De asemenea, a ocupat funcția de ajutor cu orchestrația (02.07.1952 - 16.12.1954), ofițer pentru orchestrație (16.12.1954 - 01.03.1956) și ofițer mânuitor D.S. la D.P.L. secția Muzici Militare (01.03.1956 - 15.08.1956).

Membru al Uniunii Compozitorilor și Muzicologilor din România din 1977.

## Activitatea artistică după trecerea în rezervă
În anul 1974 înființează "Fanfara Municipiului Slobozia" constituită la început din elevi de liceu care au rămas activi și după terminarea studiilor. Cu această fanfară obține Premiul I și titlul de Laureat în cadrul Festivalului Național "Cântarea României" la edițiile din anii 1977, 1979,1981 si 1983. În primii zece ani de la înființare, fanfara a susținut peste 250 de spectacole la care au asistat peste 500.000 de persoane. Fanfara a funcționat până în anul 2001 cand s-a desființat în același timp cu corpul militar al unității militare din municipiul Slobozia. Un grup de persoane entuziaste au militat de atunci neîncetat pentru reînființarea fanfarei și, cu sprijinul Șefului Serviciilor Muzicilor Militare - Valentin Neacșu - pe 23 februarie 2009 fanfara a fost reînființată .

## Imagini

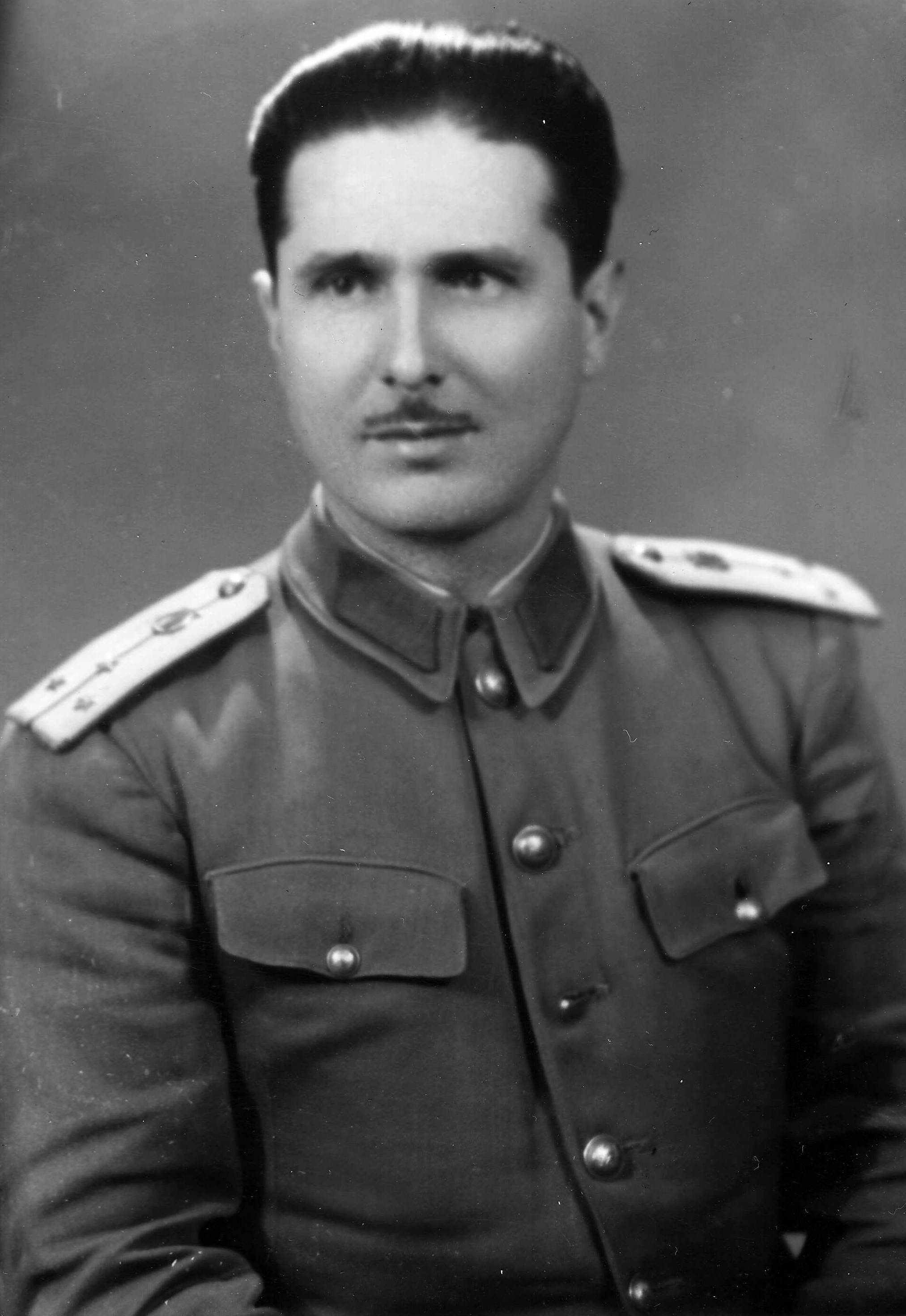
Locotenent Sîrghie Gheorghe 1950
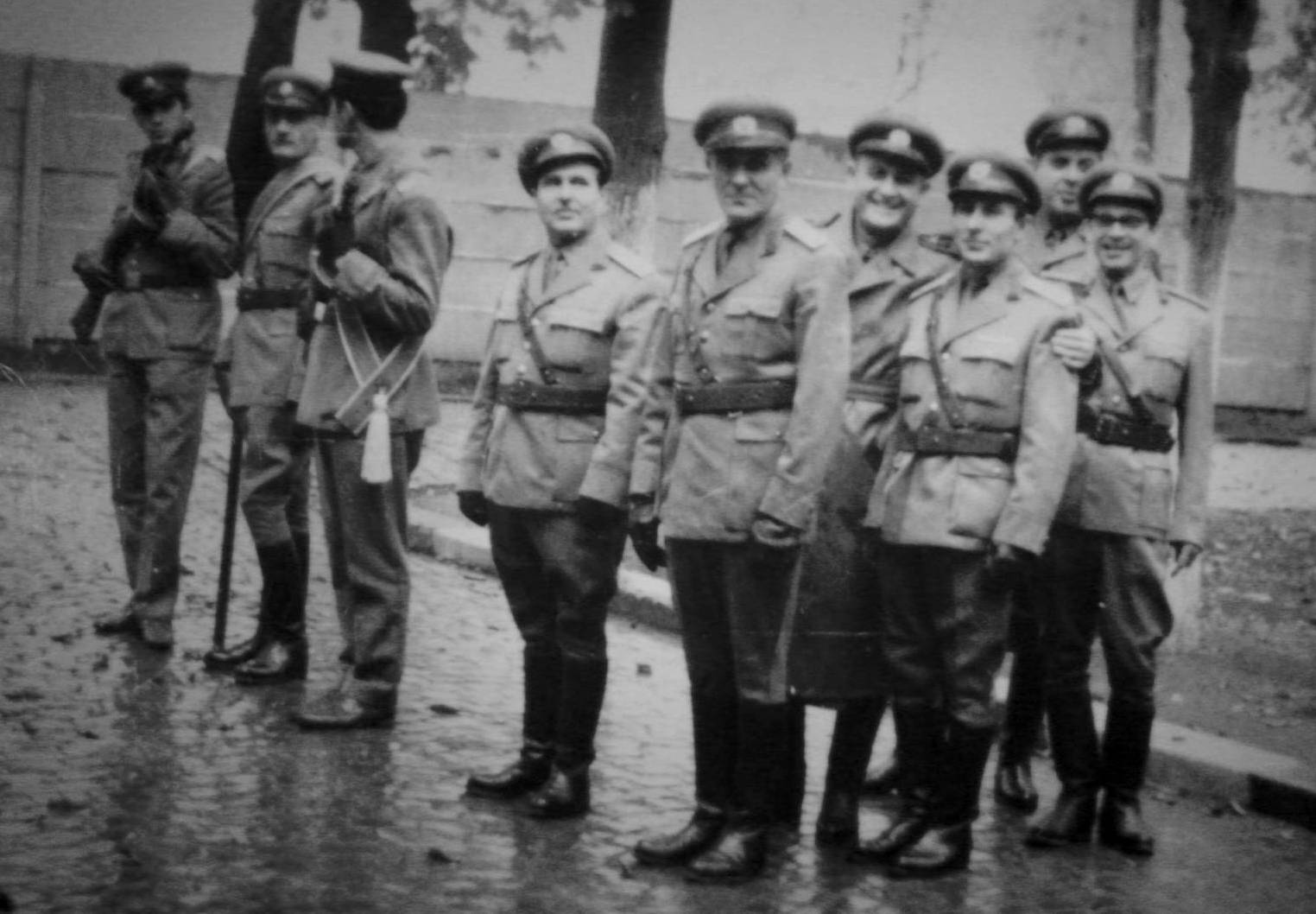
Şef al Şcolii Militare de Muzică 1961
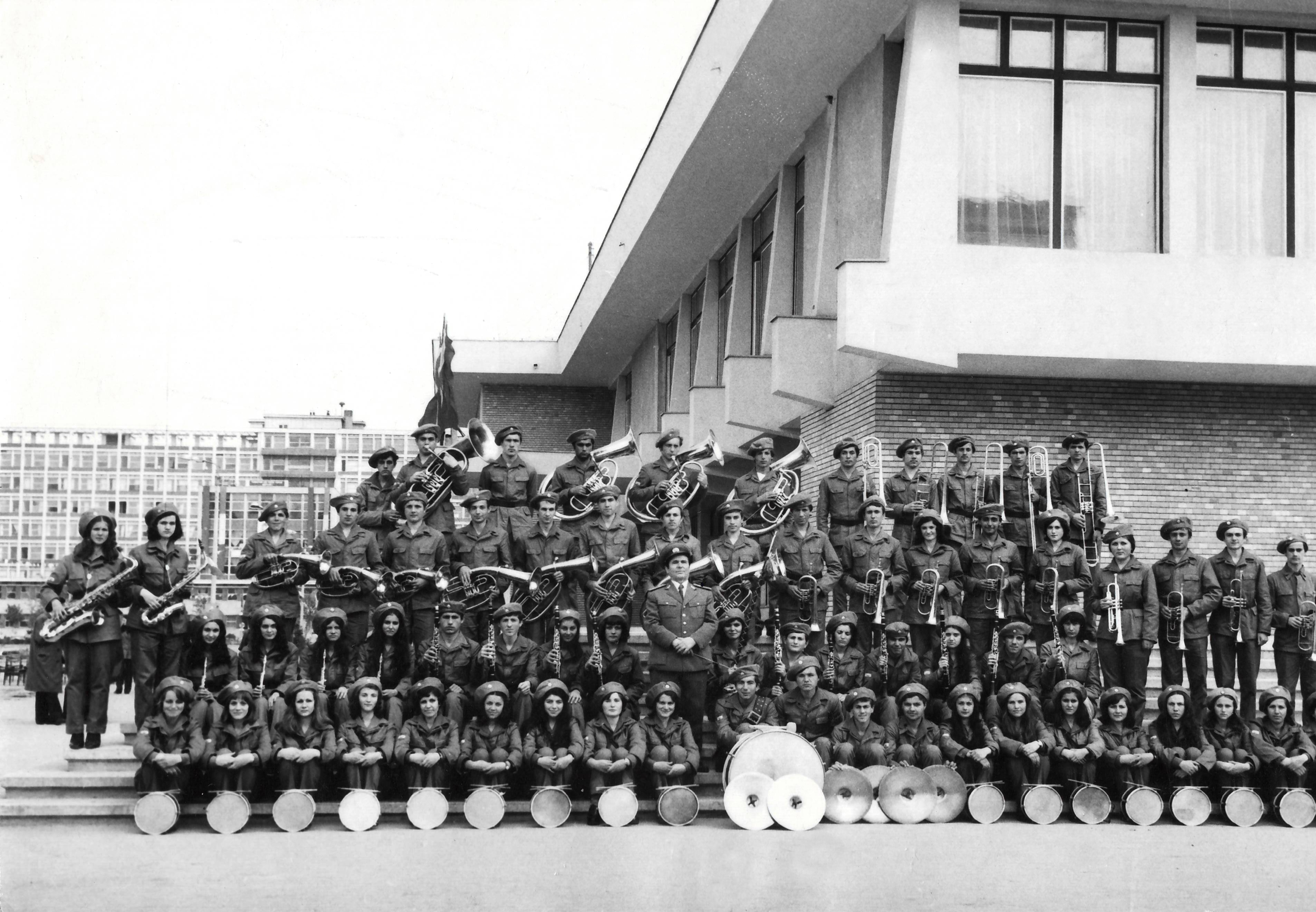
Fanfara în 1974
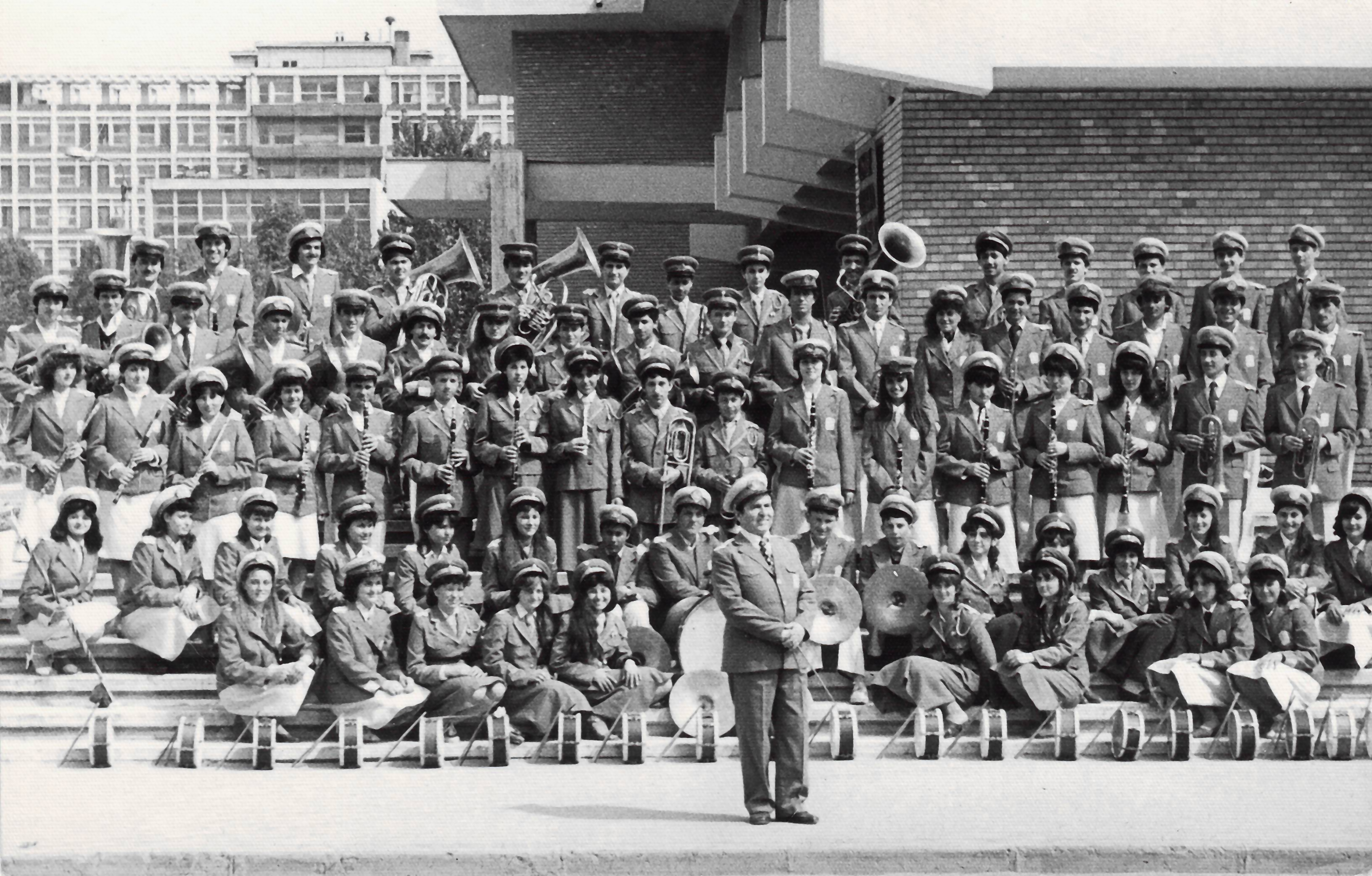
Fanfara în 1984
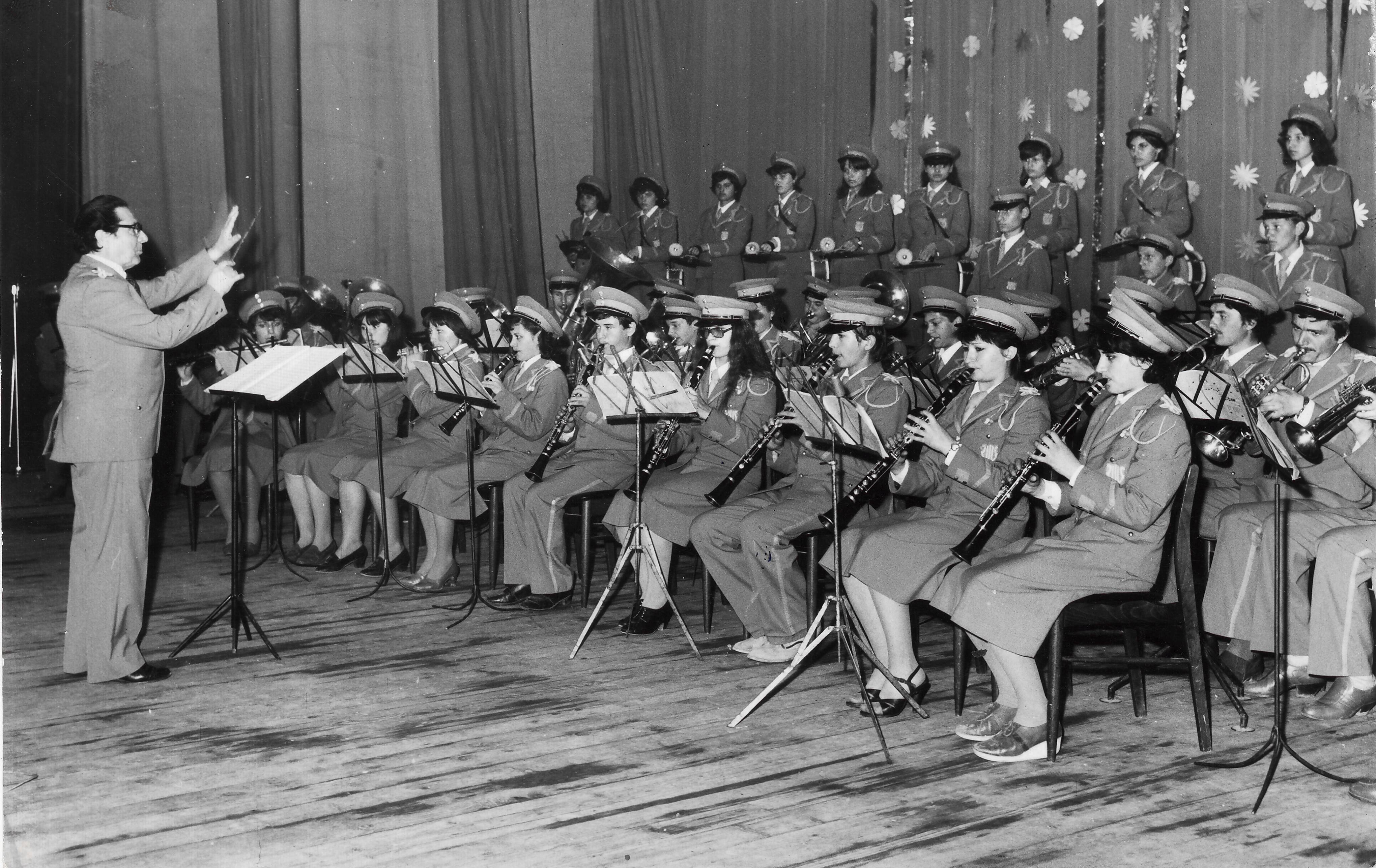
Pe scena din Slobozia 1984
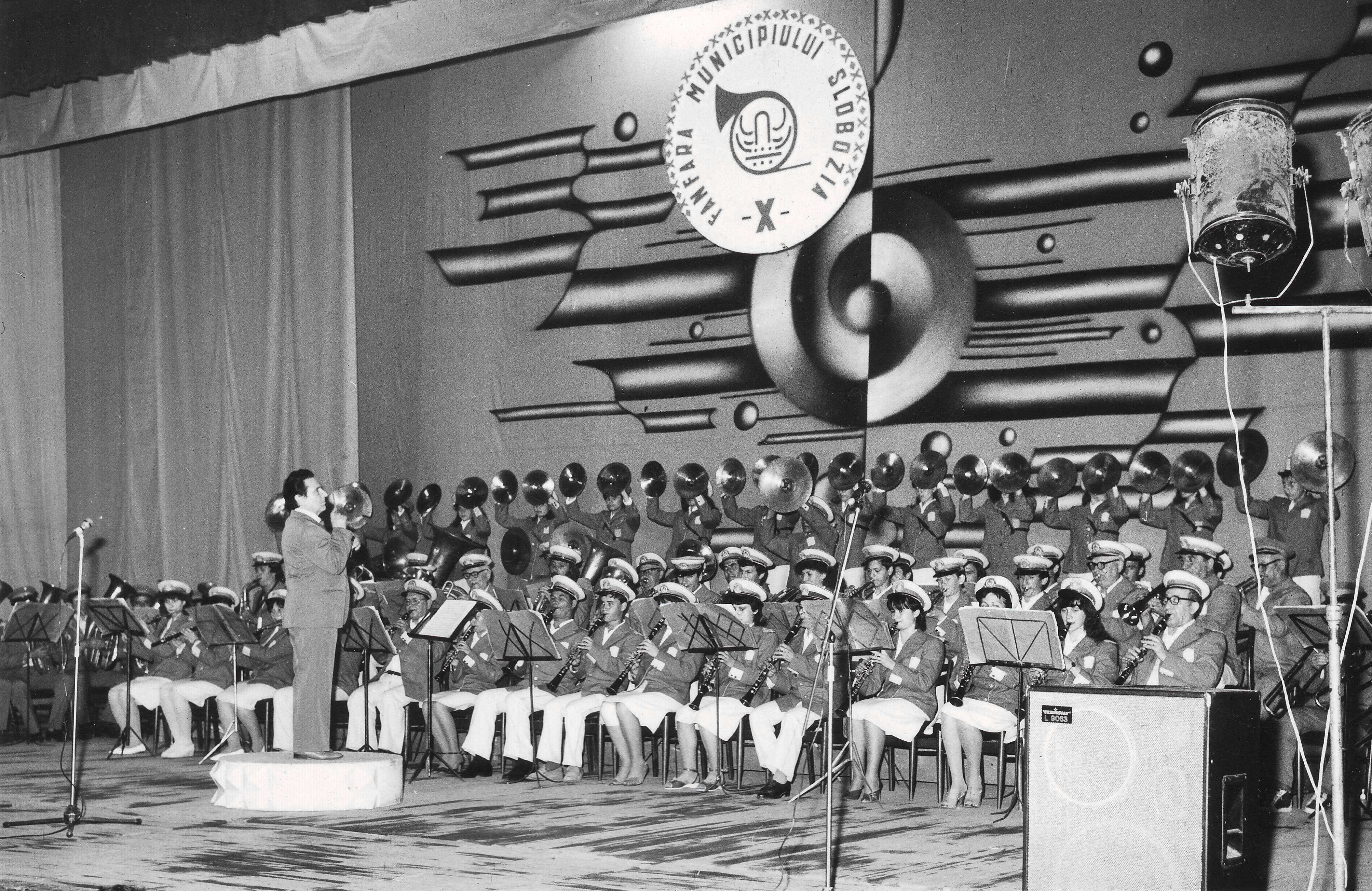
Aniversarea a zece ani de activitate 1974-1984
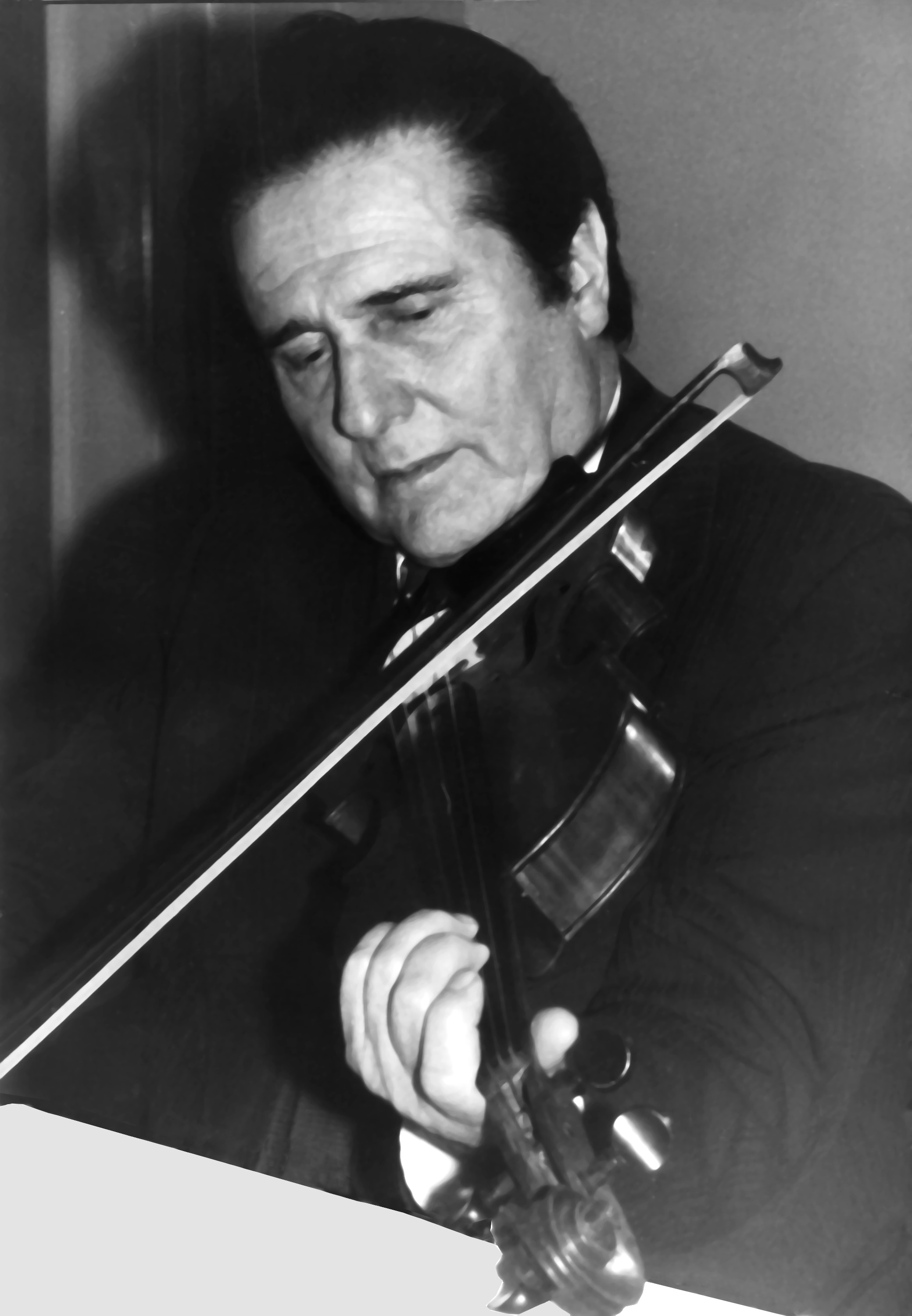
Compozitor Sîrghie Gheorghe 1986
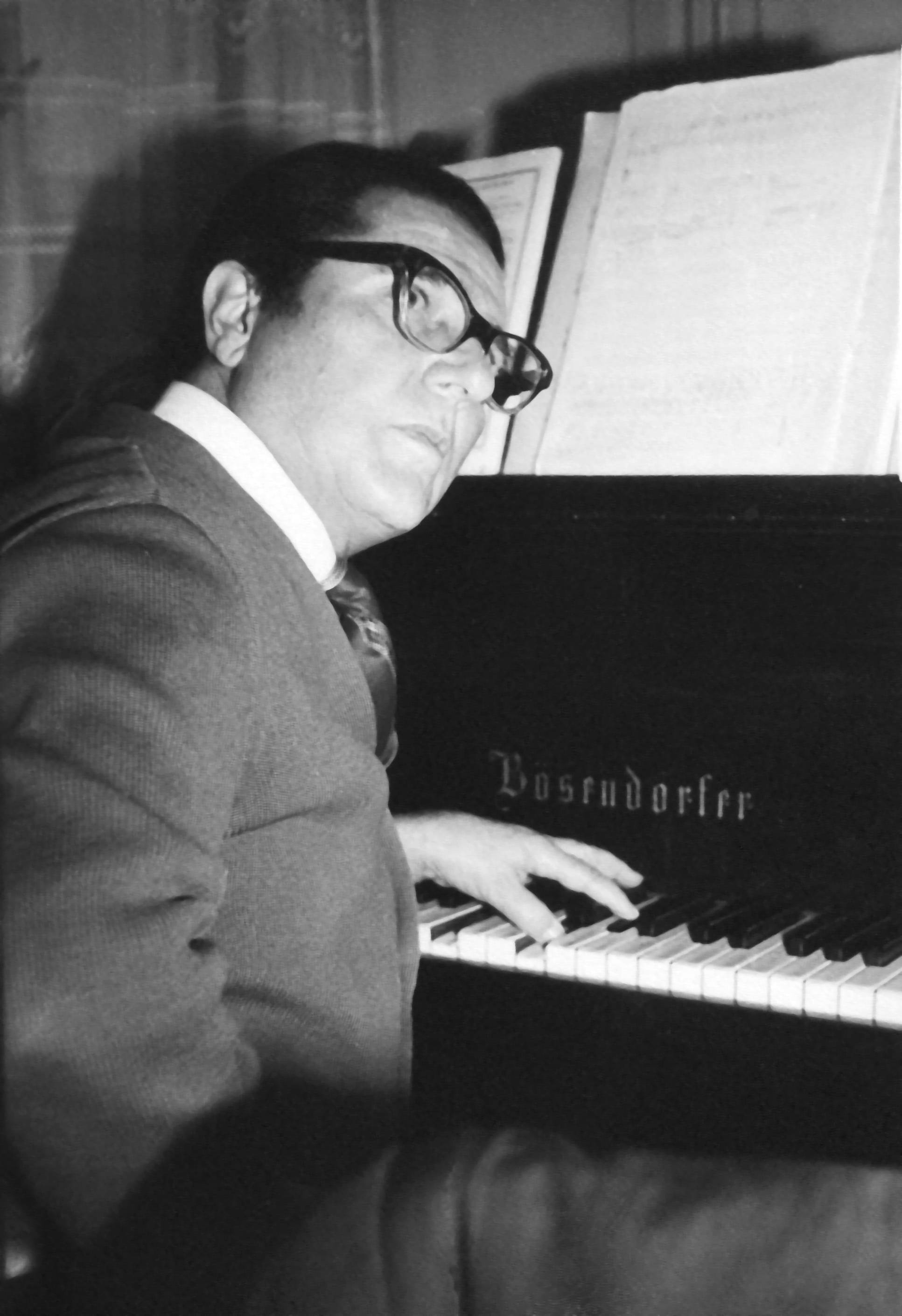
Compozitor Sîrghie Gheorghe 1986

## Creația

### A. Instrumentală
Valsuri: Vals capriciu (B.S.M.M. [m. 1963]); În parcul înflorit (B.S.M.M. [t. 1963]); Crizanteme (B.S.M.M.); Parfum de tuberoze (B.S.M.M.); Vals de concert (B.U.C.M.R.). 

Marșuri: Spre noi victorii — marș muncitoresc (B.S.M.M. [m. 1963]); Sub ace1ași steag (B.S.M.M. [m. 1964]); Marș în stil popular (B.S.M.M. [m. 1964]); Eroii - marș de campanie (B.S.M.M. [t.1966]); Echipa noastră învinge — marș sportiv (B.S.M.M. [t. 1967]); Parada — marș cu gorniști (B.S.M.M. [m. 1967]); Sus privirea — marș cu gorniști (B.S.M.M. [t. 1967]); Marșul infanteriei (pentru fanfară simfonică și cor; versuri Gh. Sîrghie; B.S.M.M.& B.U.C.M.R. [1994]); Marș sportiv (B.S.M.M.); Uniți pe-același drum (B.U.C.M.R.).

Muzică ușoară: Dansați cu noi - suită de muzică ușoară pe teme proprii (B.S.M.M.& B.U.C.M.R.).

Aranjamente - orchestrații - prelucrări: Hora de la Răzoare (joc popular, B.S.M.M. [1965]); Cântec mândru-n țară-auzi (cântec -sârbă, cules de Ludovic Paceag, B.S.M.M. [1965]); Bate maica la portiță (cântec - sârbă, B.S.M.M. [1965]); Aoleu, frate peline cântec moldovenesc - horă, B.S.M.M. [1965]); Dragu-mii în sat să joc (cântec, B.S.M.M. [1965]); Dragoste-ai un râu de foc cântec - sârbă, B.S.M.M. [1966]); Sârba militarilor (joc popular, B.S.M.M. [1967]); Hora lăutărească (joc popular, B.S.M.M. [1967]); Sârba săltată (joc popular, B.S.M.M. [1967]); Hora tineretului (joc popular, B.S.M.M. [1967]); Hora chirigiilor (joc popular, B.S.M.M. [1967]); Sârba din nai (joc popular, B.S.M.M. [1967]); La pingea (sârbă, B.S.M.M. [1967]); Hațegana (joc popular, B.S.M.M. [1967]); Hora dimineții (joc popular, B.S.M.M. [1967]); Sârba pompierilor (joc popular, B.S.M.M. [1969]); Hora florăreselor (joc popular, B.S.M.M. [1969]); Hora măruntă (joc popular, B.S.M.M. [1969]); S-a dus cucul (cântec - invartită, B.S.M.M. [1969]); Hora de la Copăceni (joc popular, B.S.M.M. [1969]); Hora de la Călărași (joc popular, B.S.M.M. [1969]); Făgărășana (învârtită, B.S.M.M. [1969]); Hora chieșnenilor (joc popular, B.S.M.M. [1969]); Româneasca (dans țigănesc, B.S.M.M. [1969]); Hora săltată (joc popular, B.S.M.M. [1969]); Sârba de la expoziție (joc popular, B.S.M.M. [1969]); Hora Dâmbovița (joc popular, B.S.M.M. [1969]); Sârba de la Huși (joc popular, B.S.M.M. [1969]); Patru piese populare (B.S.M.M.); E. Damarc & R. Eilemberg, Moment de promenadă (B.S.M.M.); Sârba ciobănițelor (joc popular, B.S.M.M.); Ca la Avrig (învârtită, B.S.M.M.); Din Hotin la Severin - suită de jocuri și melodii populare pe zone folclorice (B.U.C.M.R. [2000]); Sârbă de concert (B.U.C.M.R.)

Simfonică: Suită de dansuri românești (B.S.M.M. [m. 1963]); Suită Simfonică. Schițe din Albumul nr. 1 (B.S.M.M. [m. 1963]); Momente de luptă din viața P.C.R. – tablou simfonic (B.S.M.M. [m. 1963]); Seară de promenadă - suită (B.S.M.M. [m. 1963]); La horă-n sat - fantezie pe motive populare (B.S.M.M.& B.U.C.M.R. [t. 1967]); Fantezie sportivă militară – fantezie (B.S.M.M. [1967]); Industrializarea – pe șantierul de constructie – fantezie (B.S.M.M.); Imagini dintr-o tabară de pionieri – fantezie (B.S.M.M.); Ciuleandra - rapsodie (B.S.M.M. [t. 1977]); Chindia (dans simfonic); Sârba ciobănițelor - dans simfonic (B.S.M.M.); Pe ogoarele patriei - rapsodie (B.S.M.M. [t. 1980]); Cinstim eroii patriei - poem simfonic (B.S.M.M.& B.U.C.M.R.); Glorie zilelor noastre - uvertură (B.S.M.M.& B.U.C.M.R. [1983]); Poemul marilor victorii (1988); Pe plaiuri românești - rapsodie (nr. 3; B.U.C.M.R. [1988]); Te cântăm, Românie, (B.S.M.M.); U, iu, iu - suită tinerească (B.S.M.M.); Suită românească (B.S.M.M.); Hora concertantă în stil popular (B.S.M.M.& B.U.C.M.R.); Uvertura concertantă (B.U.C.M.R. [1990]); Când eram pe Ialomița - fantezie (B.S.M.M.& B.U.C.M.R.); Cimpoiul la nuntă - suită simfonică (B.U.C.M.R.); Din Avrig în vârf de munte - suită pentru fanfară (B.U.C.M.R. [1994]); Cafe concert (I) - suită simfonică în 6 părți (B.U.C.M.R. [1997]); Cafe concert (II) - suită (B.U.C.M.R. 1997); Dulce soare-al țării mele – suită (B.U.C.M.R.); Fluier, fiuieraș – suită (B.U.C.M.R.); Suită avrigeană (B.U.C.M.R. [1997]); Freamătul codrilor – fantezie (B.U.C.M.R.); Nostalgia –suită (cântece de petrecere; B.U.C.M.R. [1998]); Cafe concert – Une belle soiree (III) –suită simfonică (B.U.C.M.R. 2000);

### B. Corală
Cântec de prietenie (cor mixt, solist și pian; versuri Gheorghe Mihalache; B.U.C.M.R.); Foaie verde ca năutul (prelucrare pentru cor mixt; versuri populare; B.U.C.M.R. [1989]); Lucă, bade Lucă (diptic coral; cor mixt cu solo de sopran; versuri de Gh. Sîrghie; B.U.C.M.R.); Odă pentru țara mea (cor mixt si pian; versuri Vlaicu Bârna; B.U.C.M.R.); Puica mea de peste Olt (prelucrare pentru 3 voci egale și 2 soliști; versuri populare [1992]; B.U.C.M.R.); versuri Gh. Sîrghie; B.U.C.M.R.); Steaua sus răsare (cor mixt, versuri populare; B.U.C.M.R. [1994]); S-aud clopote sunând (colind; cor mixt; B.U.C.M.R.); Slăvită fii, Patria mea (pentru 3 voci egale și pian [1997]; Sus în curtea lui Crăciun (colind; cor mixt; B.U.C.M.R.).